# 태국 요리

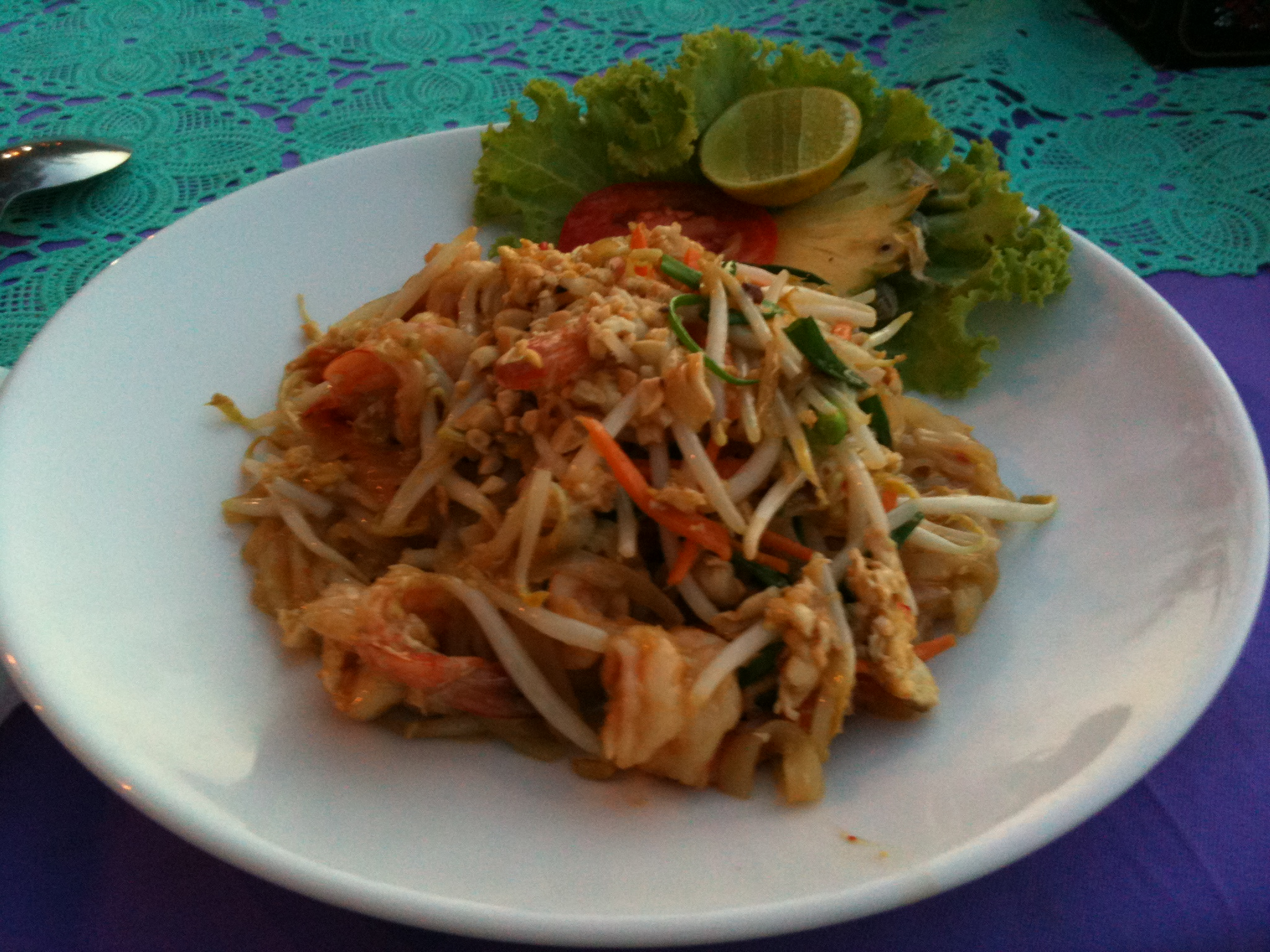
팟 타이

태국 요리(泰國料理, 태국어: อาหารไทย 아한 타이[*])는 동남아시아에 있는 태국의 요리이다. 태국 요리(Thai 料理)로도 부른다. 열대과일과 쌀 그리고 다양한 향신료들이 들어가는 특징을 지닌다.

## 음식의 특징
태국은 지리적으로 열대 기후대에 속하며, 매우 비옥한 토지와 풍부한 물, 태양열을 바탕으로 한 세계적인 곡창지대이며 열대 과일과 향신료가 풍부한 나라이다. 내륙의 강에는 다양한 민물고기들이 서식하며, 삼면이 바다와 접해 있어 각종 해산물들이 풍부하다.  오랜 세월 자유와 평화, 풍요를 누려 식량난을 겪어 본 적이 없었기 때문에 일반 국민들의 식생활 문화가 크게 발전했다.

### 요리 특성
인도와 중국 사이, 동남아시아 중앙에 위치하여 여러 문화의 영향을 받은 태국은 음식 문화에 있어서도 각 나라의 영향을 많이 받았다. 국물이 진한 카레의 일종인 깽은 인도에서, 국수, 만두, 볶음 요리는 중국에서, 달콤한 과자류는 포르투갈에서 전래된 것이다. 하지만 자국의 토착적인 전통음식문화와 함께 혼재되어서 발달했다는 것이 주목할 점이다. 인도식 카레를 코코넛기름으로 볶는 것이 그 사례이다. 더운 나라이기 때문에 뜨거운 국이나 탕보다는 볶음 요리가 더 발달하였다. 매운맛, 신맛, 단맛 등 다양한 맛이 하나의 조화를 이룬다. 세계 3대 수프 중 하나인 똠 얌 꿍에서 그 특징이 잘 드러난다. 각종 허브나 향신료를 잘 이용하는 것도 하나의 특징이다. 대표적으로 고수 잎, 바질, 레몬그래스, 박하 등의 허브와 육두구, 생강, 타마린드, 창포 등의 향신료가 있다.

### 지역적 특성
- 북부 지역의 음식: 태국의 북부 지역은 협곡이 많은 산악 지형이며, 찹쌀이 주식으로 점성이 강한 쪄낸 밥을 주로 먹는다. 음식에 소금을 즐겨 사용하고, 대부분의 음식에 국물이 들어간다. 전통적인 북부지역의 음식으로는 손님에게 대접하는 칸토크(Khantoke)가 있다.

- 북동부 지역 음식: 태국의 북동부 지역은 평탄한 토지가 대부분을 차지하는 코라트 고원 지대이다. 찹쌀이 주식이고 민물고기로 담근 젓갈인 쁠라라를 조미료로 주로 사용한다. 닭과 돼지고기를 숯불에 구워 먹는 바비큐(태국어로 ‘양’) 문화가 발달하였으며 태국 대표음식 중에 하나인 쏨 땀이 유명하다.

- 중부 지역 음식: 태국의 중부 지역은 세계적인 규모의 곡창 지대이다. 멥쌀을 주식으로 하며, 코코넛밀크와 고추를 사용한 걸쭉한 음식과 중국식 음식이 많다. 칠리, 코코넛유, 남쁠라(생선간장)를 많이 사용하는 게 특징이며 똠얌꿍이 유명하다.

- 남부  지역 음식: 태국의 남부 지역은 하천의 침식으로 만들어진 평야 지대이다. 다른 지역들과 다르게 매운 맛, 짠 맛, 신 맛이 두드러지는 편이다. 인근 해안에서 해산물을 쉽게 조달할 수 있어 해산물 요리가 발달했다. 코코넛과 향신료를 주로 사용한 음식이 많기 때문에 인도음식에 가깝다고 볼 수 있다.

## 음식 단어

### 재료
- 느아 까이-닭고기
- 느아 무-돼지고기
- 느아 우아-쇠고기
- 카이 -달걀
- 꿍-새우
- 쁠라믁-오징어
- 쁠라-생선
- 팍-채소
- 마나오-라임

### 조미료
- 프릭-고추
- 남 쁠라-어장
- 끌르어-소금
- 남딴-설탕

### 음식
- 카우-밥
- 얌 또는 땀-샐러드
- 깽-커리
- 팟-볶음 요리
- 똠-찌개와 국
- 센 야이-가장 굵은 쌀국수
- 센렉-중간 굵기의 쌀국수
- 바미-달걀국수

## 대표적인 음식
- 똠얌 (tom yam)

잘게 썬 새우, 생선, 닭 등에 각종 향신료를 넣고 5~6시간 정도 걸쭉하게 끓인 수프이다. 종류로는 똠 얌 꿍(새우수프), 똠 얌 카(닭 수프), 톰 얌 푸(흰살생선수프) 등이 있다.
- 솜땀 (som tam)

그린 파파야를 채 썰어 마른 새우, 고추, 땅콩가루, 라임 등과 같이 빻아 만든 샐러드로 동북부 지방음식이다.
- 카오팟 (볶음밥)

밥에 새우, 오징어, 닭고기, 돼지고기, 달걀 등과 여러 가지 채소를 넣고 볶으며 젓갈인 남플라로 맛을 낸다. 그릇에 담을 때 오이나 양파, 실파 등을 곁들이고 위에는 고수나 고추, 달걀지단, 다진 땅콩 등을 뿌린다.
- 쌀국수

태국에서는 쌀가루로 만든 국수를 많이 먹는데, 가는 쌀국수를 센레크, 굵은 쌀국수는 센사이라고 한다. 기름에 볶거나 튀기거나 국물에 말아서 먹는다.
- 커리

커리는 해산물, 육류, 채소 등을 넣어 만들고 재료나 향신료는 집집마다 또는 식당마다 다르다. 보통 밥이나 국수에 얹어서 먹는다.

## 대표적인 소스
- 남 찜 카이 (Nam Jim Kai)

다양한 용도로 쓰이는 찍어 먹는 소스이다. 설탕이 기초 재료로 쓰여 단 맛이 기초를 이루고 있다. 그리고 생선 소스, 마늘, 붉은 고추로 소스의 맛을 완성시킨다. 이 소스는 바비큐 치킨, 돼지고기 산적, 오징어 구이, 튀김 만두, 스프링 롤 그리고 옷을 입혀 튀긴 새우 등을 찍어 먹는데 사용된다.
- 남 프릭 (Nam Phrik)

태국에서 가장 사랑 받는 소스 중의 하나이다. 가장 맛 있고 저렴하며 태국 쌀과 잘 어울려 태국 전 지역의 모든 가정에서 조금씩 다른 형태로 널리 쓰이며 사랑 받고 있다. 만드는 방법은 지역적인 선호도 차이와 어떤 종류이냐에 따라 매우 다양하다. 기본 재료로는 마늘, 고추, 남 쁠라로 양념 된 까삐, 라임, 야자 설탕 등이 있다. 이 재료들을 함께 짓이겨 부피감 있는 밀가루 반죽 비슷한 것을 만든다. 다른 형태의 남 프릭은 고추, 새우 으깬 것, 양파, 또는 샬롯을 살짝 구워 섞기도 한다. 남 프릭은 생 채소 또는 데친 야채와 잘 어울린다.
- 프릭 깝 끌르어 (Phrik Kap Klua)

태국에 가면 이 소스를 길거리에서 팔고 있는 것을 흔하게 볼 수 있다. 망고와 파인애플, 신선한 구아바 등의 과실류로 만들어서 덥거나 갈증이 날 때 청량감을 주는 소스이다. 만들 때는 설탕, 소금, 잘게 부순 칠리 등의 향신료로 양념을 한다.
- 싸테 쏫 (Satay Sauce)

이 소스는 인도네시아의 찍어 먹는 소스와 아주 비슷하다.  두 소스 모두 땅콩을 기초로 하고 있지만 태국의 ‘싸테 쏫’이 좀 더 깊은 맛이 나며 알갱이도 살아 있다. 주요 재료로는 땅콩, 코코넛 밀크, 적당한 굵기로 간 고추와 커리 등이 있고 소금과 설탕으로 양념을 한다.

## 태국의 과일
- 망고스틴
- 람부탄
- 두리안

## 식사방법 및 식사예절
태국의 경우 오늘날엔 서구 문물의 영향으로 우리와 마찬가지로 식탁에 수저, 포크, 나이프 등을 사용하나 원래 반상이나 바닥에 음식을 차려 놓고 이를 개인 접시에 덜어서 먹는데 이때 식기를 사용하지 않고 손으로 먹는 것이 전통적인 식사방법이다.
이러한 식사 방법 외에 음식을 먹을 때 소리를 내는 것, 입을 벌리고 음식을 씹는 것, 음식을 씹는 중 말을 하는 것 등을 금하고 있는데 이는 한국의 식사 예절과 크게 다르지 않다. 다만 특이한 점은 음식을 빨리 먹는 것과 국물이 있는 음식을 숟가락으로 먹지 않고 들이 마시는 것을 금하는 것이 우리와 약간 다르다고 볼 것이다.

## 같이 보기
- 동남아시아 요리